# Junior Robledo
Carlos Alberto Junior Robledo Guardia, noto semplicemente come Junior Robledo (11 luglio 1997), è un calciatore boliviano, attaccante del Destroyers.

## Caratteristiche tecniche
È un'ala sinistra.

## Carriera

### Club
Ha giocato nella prima divisione boliviana.

### Nazionale
Con la nazionale Under-20 boliviana ha preso parte al Sudamericano Under-20 2017 disputando un incontro.